# Museo nazionale delle paste alimentari
Il Museo Nazionale delle Paste Alimentari nasce con l’intento di riflettere gli Obiettivi Statutari della Fondazione, che fin dalla sua costituzione ha avuto lo scopo di favorire la conoscenza e la valorizzazione della pasta italiana nel mondo e mantenerne e svilupparne l’aspetto storico-istituzionale, anche attraverso la costituzione di un museo storico.
Il Museo Nazionale delle Paste Alimentari aprirà le sue porte nel Comune di Pontedassio (IM). Trattasi di un ritorno alle origini per la Fondazione Vincenzo Agnesi, poiché la prima sede del Museo trovava la sua collocazione nell’antica casa di famiglia a Pontedassio, in provincia d’Imperia.
Il Museo dal 1992 organizza il "Premio del Museo" arrivato nel 2022 alla XXIII Edizione.
Il concorso ha lo scopo di favorire la conoscenza e la valorizzazione della pasta italiana nel mondo nonché di stimolare la ricerca su questo tipico cibo italiano e la diffusione della cultura gastronomica. 
Il Museo è attualmente chiuso al pubblico. Nel XX secolo la sua sede era il palazzo Scanderbeg di Roma. 

## Percorso museale
Il museo si sviluppa in undici sale su due piani, di cui uno seminterrato.
1. "Sala del grano": espone una mola e pannelli esplicativi sulla produzione della pasta[3].
2. "Sala ligure": espone modelli di macchine produttive.[4]
3. "Sala Valeriani": sono esposte fotografie di personaggi famosi che mangiano la pasta[5].
4. "Sala Travaglini": sono esposte presse artigianali con le trafile[6].
5. "Sala archeologia industriale": dedicata alla fase paleo-industriale[7].
6. "Sala Rubino Scaglione": sono esposte delle opere di vari artisti, tra cui Rubino Scaglione[8].
7. "Sala Montuschi": è esposto un pastificio paleo-industriale ancora funzionante[9].
8. "Sala Santi Correnti": espone la documentazione relativa al XII secolo dell'invenzione della pasta[10].
9. "Sala Cordeglio Penèl": sono esposti degli strumenti per la produzione della pasta artigianale a mano[11].
10. "Sala Paolo Emilio Taviani": esposto un macchinario per la produzione continua[12].
11. "Sala nutrizione"[13].

Il museo comprende una biblioteca con volumi che documentano l'evoluzione della pasta, che conserva una collezione di editti e di cataloghi di pastifici.